# Giełczewka
Giełczewka – rzeka, lewy dopływ Wieprza, o długości 52,67 km i powierzchni dorzecza prawie 359 km². 
Rzeka płynie w województwie lubelskim. Jej źródła znajdują się na południe od Giełczwi Drugiej, nieopodal drogi wojewódzkiej nr 835. Wpływa do Wieprza w Siostrzytowie. 
Głównymi dopływami Giełczewki są Giełczew, nienazwany dopływ z Krzczonowa, Radomirka i Sierotka. Są to dopływy lewostronne.

## Miejscowości nad Giełczewką
- Giełczew Druga
- Giełczew Pierwsza
- Giełczew-Kolonia
- Giełczew-Doły
- Radomirka
- Sobieska Wola Druga
- Sobieska Wola Pierwsza
- Dąbie
- Pilaszkowice Drugie
- Bazar
- Pilaszkowice Pierwsze
- Częstoborowice
- Rybczewice Drugie
- Rybczewice Pierwsze
- Stryjno-Kolonia
- Stryjno Pierwsze
- Wygnanowice
- Wola Gardzienicka
- Gardzienice Pierwsze
- Gardzienice Drugie
- Giełczew
- Piaski[4]
- Brzeziczki
- Brzezice
- Struża
- Struża-Kolonia
- Biskupice
- Pełczyn
- Siostrzytów